# Polędwica wołowa
Polędwica wołowa – część tylnej ćwierćtuszy wołowej – długi i stosunkowo wąski mięsień wzdłuż grzbietu zwierzęcia. Jeden z najcenniejszych gatunków mięsa wołowego o uniwersalnym zastosowaniu, m.in. w przystawkach, zupach, daniach głównych jak również w przekąskach. Najpopularniejsze dania z polędwicy wołowej to steki.

wołowina: polędwica nr 7
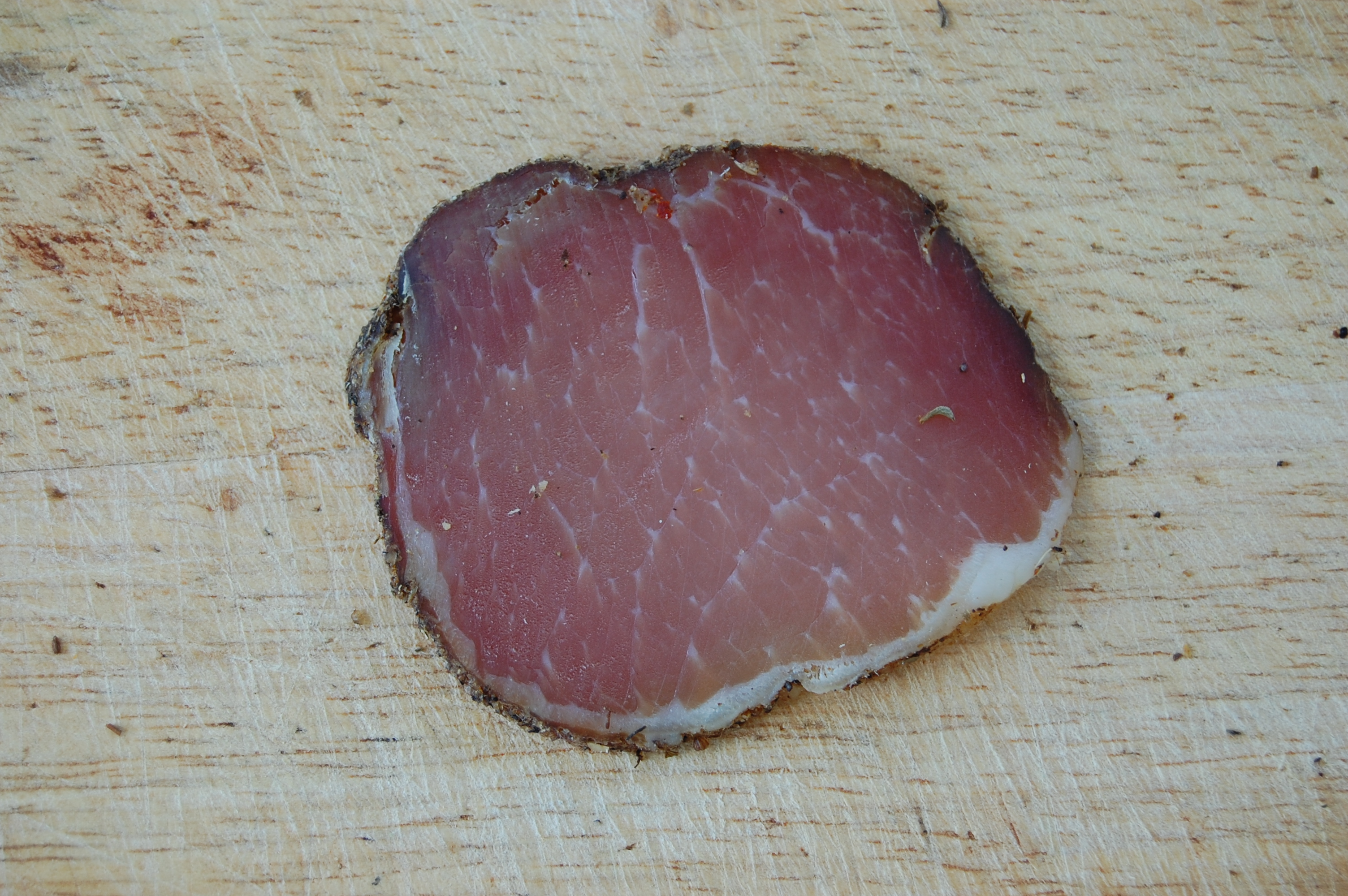
plaster polędwicy (stek)